# Айтжанова, Куляш
Куляш Айтжанова (род. 1931 год) — звеньевая колхоза имени Кирова Панфиловского района Талды-Курганской области, Казахская ССР. Герой Социалистического Труда (1971).

## Биография
Получила неполное среднее образования в школе родного села. С 1956 года — животновод и с 1958 года — полевод в колхозе имени Кирова Панфиловского района. С 1968 года возглавляла кукурузоводческое звено в том же колхозе.
В 1971 году звено под руководством Куляш Айтжановой собрало в среднем по 101 центнера кукурузы на участке площадью 50 гектаров. Указом Президиума Верховного Совета СССР «О присвоении звания Героя социалистического Труда передовикам сельского хозяйства Казахской ССР» от 8 апреля 1971 года за выдающиеся успехи, достигнутые в развитии сельскохозяйственного производства и выполнении пятилетнего плана продажи государству продуктов земледелия и животноводства удостоена звания Героя Социалистического Труда с вручением ордена Ленина и золотой медали «Серп и Молот».
В 1971 году окончила курсы трактористов. В 1971 и 1975 годах участвовала во Всесоюзной выставке ВДНХ в Москве.
Трудилась в колхозе имени Кирова до выхода на пенсию. С 2010 года — председатель крестьянского хозяйства «Айтжанова».

## Награды
- Орден Ленина
- Медаль «За освоение целинных земель»
- Золотая и бронзовая медаль ВДГХ
- Почётный гражданин Алматинской области и Панфиловского района.